# Lacs des Bresses
Les lacs des Bresses sont situés dans le massif du Mercantour.

## Présentation

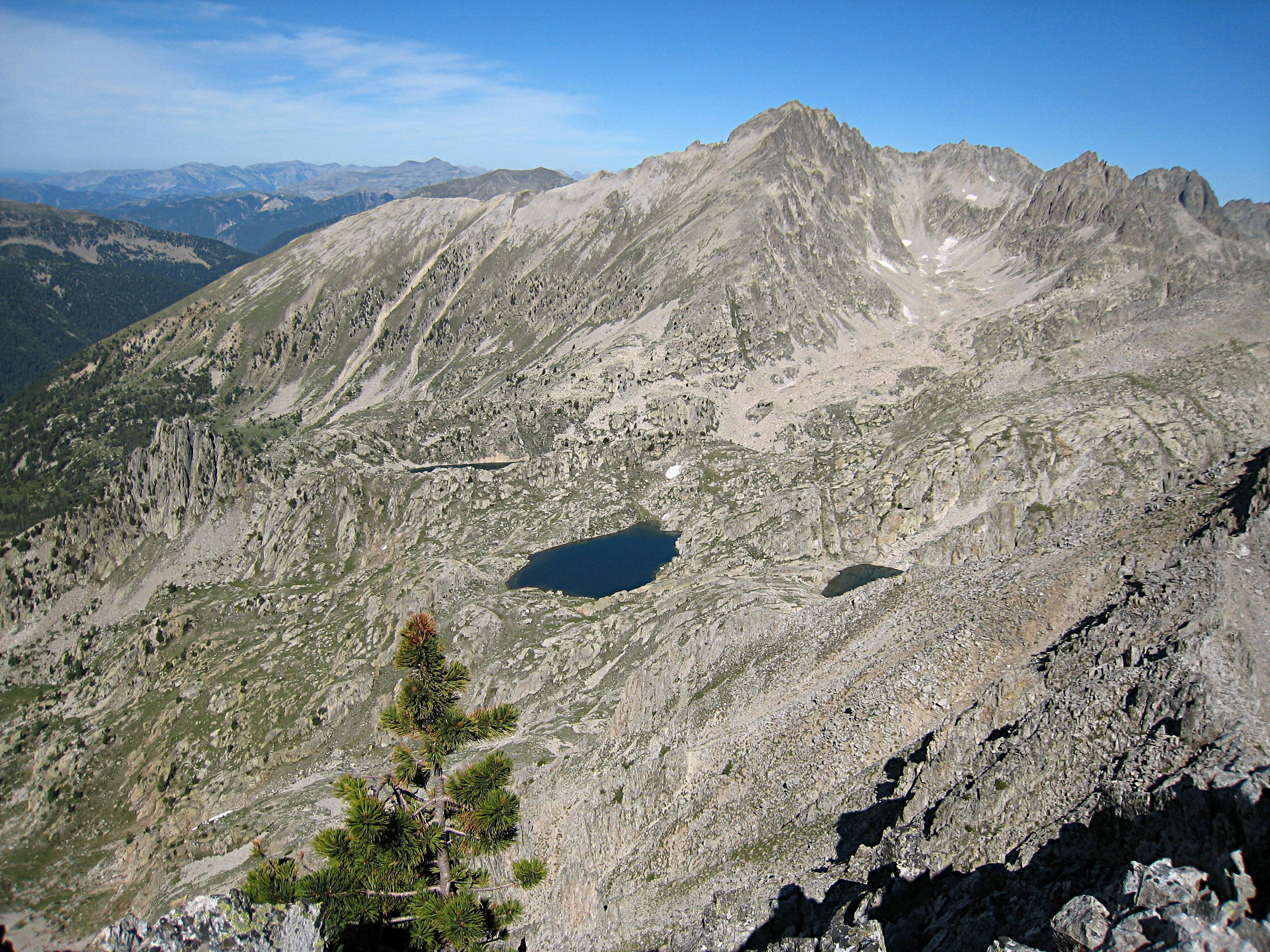
Vue des deux lacs des Bresses.